# Ivanivka, Koreț
Ivanivka (în ucraineană Іванівка) este localitatea de reședință a comunei Ivanivka din raionul Koreț, regiunea Rivne, Ucraina.

## Demografie
Componența lingvistică a localității Ivanivka
     Ucraineană (100%)
Conform recensământului din 2001, toată populația localității Ivanivka era vorbitoare de ucraineană (100%).